# سديه بوكير
سديه بوكير هي كيبوتس تقع في صحراء النقب جنوب إسرائيل.